# Santa Tereza de Goiás
Santa Tereza de Goiás é um município brasileiro do estado de Goiás.

## História

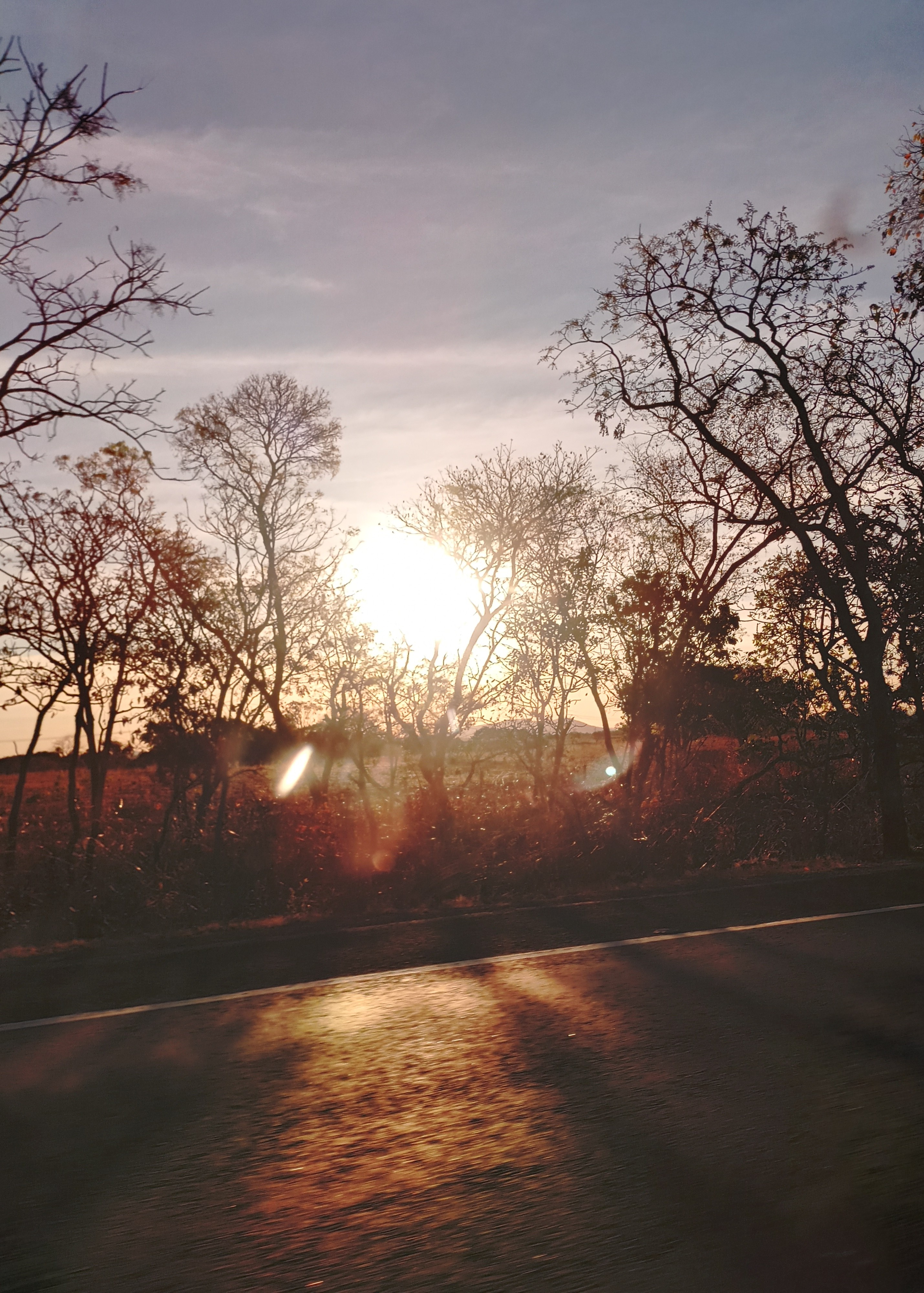
Vista do pôr-do-sol no trecho de Santa Tereza de Goiás, da BR-153.

Santa Tereza de Goiás está localizada na micro-região do Alto Tocantins, ou Extremo Norte do estado de Goiás. Os limites do município são: ao norte com Porangatu e Trombas; ao Sul com Estrela do Norte; ao Leste com Formoso e ao Oeste com Mutunópolis.
Segundo Maria Esperança F. Carneiro: “A região pertenceu ao antigo município de Uruaçu, cujo povoamento deu-se a partir da segunda metade do século XVIII em função da mineração. Os seus principais arraiais foram o de Amaro Leite e o Descoberto, atualmente Porangatu”.
No final do século XVIII houve então na região a decadência da mineração, com isso esta passou à agricultura de subsistência e à pecuária extrativa e extensiva.
Segundo Maria Esperança: “No século XIX os vilarejos dessa região eram inexpressivos uma vez que as poucas fazendas de gado eram praticamente auto-suficientes, pois constituíram numa economia de subsistência”.
Contudo, a partir de 1954 a região era conhecida como Fazenda Rio do Ouro, pois com a emancipação do Arraial do Descoberto (1948), a região que é hoje Santa Tereza de Goiás foi incorporada a ela, e no local passou a existir ranchos que tiveram como nomes “Entroncamento de Formoso”.
A população vivia intensamente na área rural, eram as famílias que viviam da agricultura de subsistência, cultivando seus produtos e criando gado. A dificuldade era muita, pois o comércio na região era fraco e estes tinham que ir até Corumbá para comercializarem seus produtos. Segundo relatos de moradores, o único meio de transporte disponível era o cavalo, e o percurso era muito demorado, sendo gastos então, dias de viagem.
Nesse período a vida não era fácil, a iluminação das casas quando não tinha o querosene era feito com sebo de gado. As camas eram feitas de forquilha e os colchões de capim. As casas eram de adobe, pau-a-pique, umas cobertas com palha de sapê, outras com casca de pau ou piaçaba. O arroz era colhido cacho-a-cacho e limpo em pilões e a água de beber era depositada em potes de barro, feitos pela própria família. A educação era familiar, quem sabia ler ensinava o outro.
Segundo Maria Esperança:
O processo de ocupação do município iniciou-se em 1948 com a ocupação das terras devolutas da região, num fluxo migratório muito intenso, tal que em certas épocas chegou a atingir em média seis famílias por dia. Desmatavam, destocavam e preparavam a terra tanto para as pastagens, faziam picadas e estradas.
Em 1941 com a Colônia Agrícola Nacional de Ceres, homens usados para os serviços braçais começaram a construir a estrada, que teve como primeiro nome “Federal”.
Segundo Maria Esperança: “Essas terras por localizarem-se próximas à rodovia transbrasiliana, sofreram intensas valorizações passando a ser projetos de aquisição dos fazendeiros locais”.
Depois de transbrasiliana a rodovia passou a se chamar Bernardo Sayão, e transferiu para BR-153 e Belém-Brasília.
Com o advento da rodovia Belém-Brasília foram surgindo vários municípios, então no lugar denominado “Entroncamento de Formoso” teve início o povoamento da atual cidade, a rodovia construída por Bernardo Sayão passou pelas propriedades do Sr. Belarmino Cruvinel, um famoso político em Goiânia, que sempre visitava suas terras que aqui ficavam. Com a estrada foram construindo ranchos ao longo da pista, a primeira casa foi a de D. Júlia Rodrigues de Moura, proprietária de uma pensão. Como as terras aqui eram muito férteis, foi notáveis o desenvolvimento da região, iniciado com as primeiras casas comerciais, e uma pequena quantidade de casas na imensidão da mata fechada. Belarmino Cruvinel foi um notável pioneiro, pois segundo histórias de cidadãos, ele foi um homem que procurou trazer melhorias para nossa cidade.
A comunidade foi se organizando e nasceu assim à vontade de elevação do povoado, o Distrito. No dia 10 de setembro de 1958 pela força de Lei municipal n° 68 da Câmara Municipal de Porangatu, elevando o então Entroncamento de Formoso à categoria de Distrito com a denominação de Santa Tereza.
Nessa época já havia no povoado algumas movimentações que daria o ponto de partida para o crescimento, tanto que em 1955 foi implantada uma serralheria movida a vapor, que oferecia trabalho às pessoas que passavam por aqui. No mesmo ano, Belarmino Cruvinel montou uma farmácia de pequeno porte para atender às necessidades daquelas pessoas que por aqui se aventuravam à procura de terras e trabalho, o farmacêutico era conhecido por Durães.
Já havia também um pequeno armazém do mesmo proprietário, onde quem era responsável era o Sr. José Amado e com o tempo, o Sr. Belarmino Cruvinel vendeu-o para os senhores José da Silva e Nefthali Canêdo.
Belarmino Cruvinel nasceu com espírito de bandeirante. Descendente de tradicional família mineira ficou pouco tempo na região Sul de Goiás porque foi logo atraído pelo grande desafio da região Norte do Estado. Alma de pioneiro, aprofundou-se no setentrião e depois de percorrê-lo quase todo, resolveu plantar raízes.
A área escolhida, com 610 quilômetros quadrados e uma altitude de 375 metros, fica entre Porangatu, Mutunópolis, Estrela do Norte e Formoso. Ali nasceu Santa Tereza de Goiás, que de simples fazenda passou à corrutela, à Vila e rapidamente chegou à cidade, sendo hoje uma das mais importantes do Médio-Norte.
Em 1956, o Dr. Belarmino Cruvinel colocou à venda grandes escalas de lotes de terras de 50 a 100 hectares. Contudo em 1959 o Sr. Geraldo Severino adquiriu 60 hectares de terras para plantar arroz, surgindo assim, a primeira máquina de beneficiar arroz.
SANTA TEREZA DE GOIÁS: SINÔNIMO DE PROGRESSO NO MÉDIO NORTE GOIANO
A construção da primeira igreja foi realizada em 24 horas com o total apoio do então pioneiro Belarmino Cruvinel. Com um total sentimento de amor, vinte homens de relevante bravura e temor a Deus realizaram a construção e em apenas um dia construíram o oratório, a primeira capela batizada com o nome de Nossa Senhora Aparecida.
A Belém-Brasília está inaugurada. Não é mais um sonho de há dez anos, visto com ceticismo pela maioria. Se for imprescindível e necessária à existência desta imensa via de escoamento de riquezas, o Brasil a construiu dentro de esquemas e cumprindo compromissos assumidos. Médici a entregou ao tráfego.
A maior estrada do país em extensão, já está espalhando riqueza, desbravando e formando novos aglomerados humanos. Enfim, cumprindo sua destinação histórica.
Cidade localizada junto à monumental rodovia, Santa Tereza de Goiás, pelas suas autoridades e moradores, participa da intensa alegria dos brasileiros nesta hora que é chegada para todos nós com a rodovia da integração e redenção nacional.
No primeiro mandato de Manoel Fátima de Melo, Santa Tereza estava em um verdadeiro surto de desenvolvimento. A cidade já contava com várias obras: ruas amplas e bem projetadas, praças, cemitério e campo de futebol. Em 1973, a cidade contava com o seu quinto prefeito, o segundo eleito pela vontade do povo que era o Sr. Manoel Fátima de Melo do MDB, que realizou várias obras, como: a sede da prefeitura, a cadeia pública, a praça da escola municipal, a iluminação pública e mais.
LEI DE EMANCIPAÇÃO DO MUNICÍPIO
DE SANTA TEREZA DE GOIÁS
Lei nº 4896 de 13 de novembro de 1963.
Cria o município de Santa Tereza de Goiás e dá outras providências.
O Estado de Goiás decreta e seleciona a seguinte Lei:
Art. 1º - É criado o município de Santa Tereza, que se constitui da área territorial do distrito do mesmo nome do município de Porangatu.
Art. 2º - A sede do município será a do atual distrito a que se atribuem foros de cidades.
Art. 3º - As divisas do município de Santa Tereza serão as seguintes: “Começam na margem esquerda do Rio Santa Tereza e na linha divisória das fazendas Serra de Campo e Pau-a-pique rumo oeste até alcançar o ribeirão Veríssimo e por este abaixo até sua barra no rio do Ouro, divisa do município de Estrela do Norte com Santa Tereza, e pelo rio do Ouro abaixo até sua barra com o rio Santa Tereza, acima até o ponto de partida”.
Art. 4º - O Termo Judiciário de Santa Tereza se subordinará à Comarca de Porangatu.
Art. 5º - A Câmara Municipal de Santa Tereza até disposição em contrário terá sete vereadores.
Art. 6º - Os Poderes Executivo e Judiciário tomarão as providências necessárias à instalação do município criado pela presente Lei no dia 1º de janeiro de 1964.
Art. 7º - Esta Lei entrará em vigor na data de sua publicação.
Art. 8º - Revogam-se as disposições em contrário.
Ao ser emancipada a cidade, várias providências passaram a ser tomadas para o desenvolvimento e crescimento do município.
O projeto de Lei de emancipação de Santa Tereza foi de autoria do deputado Íris Rezende Machado.

## Geografia
Sua população estimada em 2010 foi de 3.995 habitantes.
A população de Santa Tereza de Goiás, devido o êxodo urbano que vem acontecendo, da mesma para os assentamentos agrários tem decrescido, nestes últimos anos. Segundo fontes do IBGE, em 1991 a população era de 5.102 hab, em 1996 de 5.104; 2000 de 4.697; 2017 de 3.710. Sua área é de 794,55 km², seu bioma é o cerrado. Os casamentos oficializados em 2007 foram de 25 casamentos, divórcios 0, separação 0. A frota do município conta com 310 automóveis; 29 caminhões; 02 tratores; 83 caminhonetes; 286 motocicletas; 52 motonetas; 03 ônibus; e os tratores não foram cadastrados.